# ABN AMRO
ABN AMRO (Эй-Би-Эн Амро) — один из крупнейших банков в Нидерландах. Его история восходит к 1824 году, к началу XXI века развился в глобальный финансовый конгломерат ABN AMRO Holding; во время мирового финансового кризиса оказался на грани банкротства; в 2010 году был реорганизован в новый ABN AMRO Bank, занимающий около 20 % банковского рынка Нидерландов и с присутствием в соседних странах. Контрольный пакет акций принадлежит государству.

## История
ABN AMRO был образован в результате слияния банков ABN и AMRO в конце 1990 года под наименованием ABN AMRO Holding N.V.
Банк ABN (Algemene Bank Nederland) был образован 3 октября 1964 года в результате слияния «Twentsche Bank N.V.» (образован в 1861 году) и «Nederlandsche Handelsmaatschappij» (образован в 1824 году). Банк Amro был образован в 1964 году в результате слияния «Amsterdamsche Bank», основанного в 1871 году, и «Rotterdamsche Bank», основанного в 1863 году.
С началом финансового кризиса 2007—2008 годов оказался на грани банкротства и был куплен консорциумом из трёх европейских банков, Royal Bank of Scotland Group, Fortis и Grupo Santander за 72 млрд евро. Нидерландская часть досталась Fortis, но вскоре он и сам начал испытывать серьёзные проблемы и был национализирован. В 2010 году нидерландская часть бизнеса ABN AMRO и Fortis были объединены в новый ABN AMRO Bank, затем началась его постепенная приватизация.
Банк является членом Ассоциации крупнейших банков Европы — АБЕКОР.

## Деятельность
Основную часть выручки приносит чистый процентный доход, в 2020 году он составил 5,86 млрд евро из 7,92 млрд, комиссионный доход составил 1,56 млрд; 6,41 млрд выручки пришлось на Нидерланды, 950 млн на другие страны Европы, 330 млн на США, 200 млн на Азию. Из 396 млрд евро активов 252 млрд составили выданные кредиты (из них 146 млрд ипотечные), принятые депозиты составили 239 млрд евро.
Основные подразделения:
- розничный банкинг — обслуживает около 5 млн клиентов через сеть из 112 отделений, занимая 19 % рынка розничного банкинга в Нидерландах; выручка 3 млрд евро, активы 150 млрд;
- коммерческий банкинг — обслуживает 350 тысяч корпоративных клиентов с оборотом до 250 млн евро в Нидерландах, а также во Франции, Германии и Великобритании; выручка 1,75 млрд евро, активы 41 млрд;
- частный банкинг — обслуживание крупных частных клиентов в Нидерландах, Франции, Германии и Бельгии; выручка 1,43 млрд евро, собственные активы 17 млрд, активы под управлением 190 млрд евро, из них 58 % в Нидерландах;
- корпоративный и институциональный банкинг — обслуживание 2000 корпораций и финансовых институтов с оборотом более 250 млн евро; выручка 1,68 млрд евро, активы 63 млрд[1].

Крупнейшим акционером является государство (Министерство финансов Нидерландов), ему напрямую принадлежит 49,9 % акций неторгуемой части акционерного капитала и 6,4 % из акций, котирующихся на Амстердамской фондовой бирже системы Euronext.

## Дочерние компании
Группа ABN AMRO на 2020 год состоит из следующих основных структур:
- ABN AMRO Bank N.V. (Нидерланды)
- Banque Neuflize OBC S.A. (Франция)
- Bethmann Bank AG (Германи)
- ABN AMRO Bank N.V. Branch Belgium (Бельгия)
- ABN AMRO Asset based Finance N.V., UK branch (Великобритания)
- ABN AMRO Bank N.V. Oslo Branch (Норвегия)
- ABN AMRO Securities Holdings (Denmark) ApS (Дания)
- ABN AMRO Clearing Chicago LLC (США)
- Banco ABN AMRO S.A. (Бразилия)
- ABN AMRO Bank N.V. Branch Singapore (Сингапур)
- ABN AMRO Bank N.V. Branch Hong Kong (Гонконг)
- ABN AMRO Clearing Tokyo Co. Ltd. (Япония)
- ABN AMRO Bank N.V. Branch UAE/DIFC (ОАЭ)
- ABN AMRO Clearing Sydney Pty Ltd. (Австралия)